# Uranio arricchito

Questi grafici mostrano le proporzioni relative di uranio-238 (blu) ed uranio-235 (rosso) a diversi livelli di arricchimento.

L'uranio arricchito è una miscela di isotopi dell'uranio, che differisce dall'uranio naturale estratto dalle miniere per un maggior contenuto dell'isotopo 235U, ottenuto attraverso il processo di separazione isotopica. Il 235U è infatti l'unico isotopo esistente in natura in quantità apprezzabili che possa essere sottoposto a fissione nucleare innescata da neutroni termici; nell'uranio naturale, invece, la percentuale di questo isotopo è, in peso, circa 0,72%, mentre la maggior parte del materiale è composta dall'isotopo 238U.

## Introduzione
L'uranio arricchito è un componente che può essere utilizzato per le armi nucleari, ed è molto spesso indispensabile per produzione di energia nucleare. L'Agenzia internazionale per l'energia atomica (IAEA) è l'agenzia internazionale sotto gli auspici delle Nazioni Unite che ha tra i suoi scopi il compito di monitorare e controllare le forniture di uranio arricchito ed i processi correlati nello sforzo di assicurare la sicurezza della produzione di energia nucleare a livello mondiale ed al contempo mitigare la diffusione di tecnologie, materiali ed attrezzature che possano consentire la costruzione di armi nucleari (proliferazione nucleare).
Durante il Progetto Manhattan all'uranio arricchito venne dato il nome in codice oralloy, una versione abbreviata di Oak Ridge alloy, con riferimento alla ubicazione degli impianti dove l'uranio veniva arricchito. Il termine oralloy viene occasionalmente utilizzato per riferirsi all'uranio arricchito.
L'isotopo 238U che rimane dopo l'arricchimento dell'uranio ed il riprocessamento del combustibile esausto proveniente dai reattori nucleari è noto come uranio impoverito (in inglese "Depleted Uranium" o DU), ed è considerevolmente meno radioattivo anche rispetto all'uranio naturale. Esso è estremamente denso e viene correntemente impiegato nel munizionamento anticarro, nel nucleo dei proiettili penetranti la corazza (con capacità di trasferire grandi quantità di energia cinetica a una superficie molto piccola, incrementando così di molto l'attrito e trasformando la decelerazione in calore che fonde l'acciaio), e altre applicazioni che richiedono metalli molto densi.

## L'uranio arricchito nel ciclo del combustibile nucleare
A partire dall'uranio purificato, si ottiene il combustibile arricchito (al 3,5% di U235), che poi viene utilizzato come combustibile nei reattori. Oltre all'uranio arricchito, il processo produce grandi quantità di uranio impoverito.

## Gradi di arricchimento

### Uranio altamente arricchito

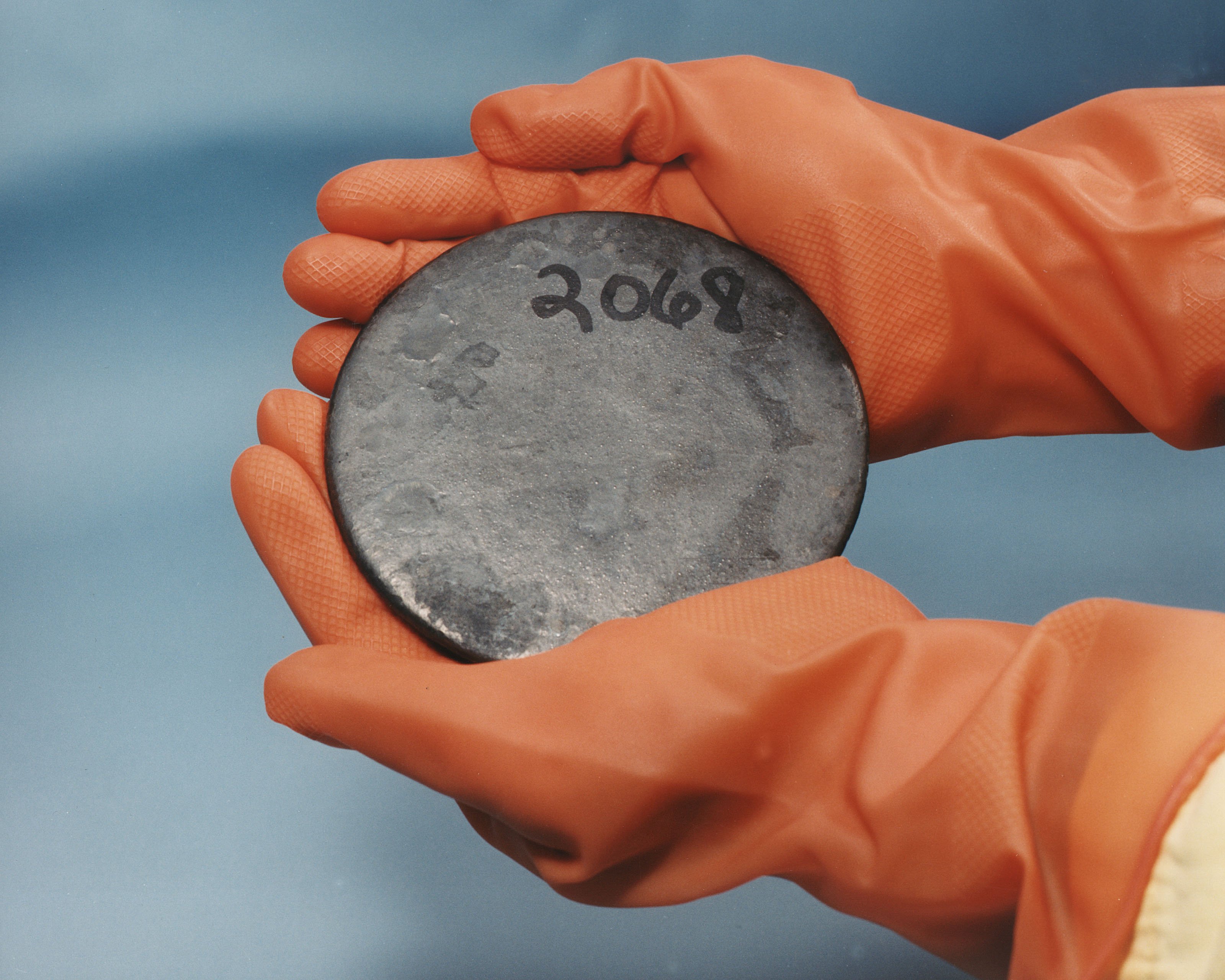
Uranio altamente arricchito

L'uranio altamente arricchito (in inglese highly enriched uranium o HEU) ha una concentrazione dell'isotopo 235U pari o superiore al 20%.
L'uranio fissile presente nelle armi nucleari abitualmente contiene circa l'85% o più di 235U, ed è noto come uranio di livello militare (weapons-grade), anche se basta circa un 20% di arricchimento per costruire una bomba sporca, molto inefficiente (noto come weapon-usable). Tuttavia, anche un arricchimento molto minore può sostenere una reazione a catena, ma ovviamente la massa critica richiesta aumenta rapidamente. Comunque, l'utilizzo sapiente dell'implosione e dei riflettori di neutroni può permettere la costruzione di un'arma con un quantitativo di uranio minore rispetto alla abituale massa critica per il suo livello di arricchimento, anche se questo potrebbe avvenire più probabilmente in un paese che già possiede un'estensiva esperienza nello sviluppo di armi nucleari. La presenza di un eccesso dell'isotopo 238U rende meno veloce il decorso della reazione nucleare a catena che è determinante nel fornire potenza esplosiva all'arma. La massa critica per un "core" di uranio altamente arricchito (all'85%) è di circa 50 chilogrammi.
L'uranio altamente arricchito (HEU) può essere usato anche in un reattore a neutroni veloci, come pure nei reattori dei sommergibili nucleari, dove viene arricchito a livelli oscillanti dal 50% di 235U, a oltre il 90% a seconda del reattore. Il primo reattore veloce sperimentale Fermi 1 utilizzava uranio arricchito contenente il 26,5% di 235U.

### Uranio a basso arricchimento

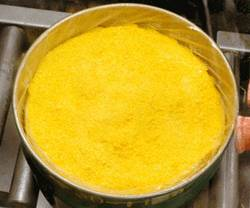
Un contenitore di Yellowcake (ossido d'uranio)

La miscela di isotopi nota come uranio a basso arricchimento (in inglese low-enriched uranium o LEU) ha una concentrazione di 235U inferiore al 20%, ed è destinata all'utilizzo nelle versioni commerciali di reattore nucleare ad acqua leggera (il tipo più comune di reattori di potenza nel mondo).
L'uranio viene arricchito ad una concentrazione tra il 3% ed il 5% di 235U. La miscela LEU "fresca" impiegata in molti tipi di reattore nucleare da ricerca, è abitualmente arricchita con concentrazioni di U-235 dal 12% al 19,75%, ed attualmente il secondo livello di concentrazione sta sostituendo i combustibili HEU quando gradualmente si passa ai LEU.

### Uranio lievemente arricchito
La miscela d'isotopi nota come uranio lievemente arricchito (in inglese slightly enriched uranium o SEU) ha una concentrazione di 235U tra lo 0,9% ed il 2%.
Questa bassa concentrazione viene utilizzata per rimpiazzare il combustibile ad uranio naturale (NU) in alcuni tipi di reattore nucleare ad acqua pesante come il CANDU. Il costo del combustibile nucleare viene ridotto perché si utilizza una maggiore percentuale dell'uranio estratto dalla miniera e occorrono meno passaggi collegati e processi per alimentare il reattore. Questo in effetti riduce la quantità di combustibile impiegato e di conseguenza i costi di gestione di qualsiasi scoria nucleare.
La miscela d'isotopi nota come uranio di recupero (iin inglese recovered uranium o RU) è una variante della SEU. Viene adoperata nel ciclo del combustibile nucleare che comporta il recupero di combustibile usato recuperato dal reattore nucleare ad acqua leggera (LWR). Il combustibile esaurito proveniente dai LWR tipicamente contiene più isotopo U-235 rispetto all'uranio naturale, e dunque potrebbe essere utilizzato per alimentare reattori che di base utilizzano l'uranio naturale come combustibile.

## Metodi di separazione degli isotopi
La separazione degli isotopi è un'operazione alquanto difficile e ad alto consumo energetico. L'arricchimento dell'uranio è difficile perché i due isotopi sono molto simili nel loro peso atomico: lo 235U è soltanto un 1,26% più leggero rispetto allo 238U. Alcune tecniche di produzione applicate all'arricchimento sono state usate, e diverse altre vengono investigate. In genere questi metodi sfruttano le piccole differenze in peso atomico dei vari isotopi. Alcune ricerche allo studio sfruttano le recenti tecniche della risonanza magnetica nucleare, comunque non è sicuro se alcuno di questi nuovi processi allo studio potrà essere portato alla larga scala necessaria per produrre uranio arricchito con scopi commerciali o militari.
Una caratteristica comune a tutti gli schemi a larga scala di arricchimento è che essi impiegano un numero di stadi successivi identici che produrranno a mano a mano sempre maggiori concentrazioni di 235U. Ogni stadio concentra il prodotto dei precedenti stadi ulteriormente, prima di essere inviato al successivo. Similmente, i residui meno arricchiti di ogni stadio vengono rimescolati con lo stadio precedente per l'ulteriore processamento. Questo sistema di arricchimento sequenziale è noto come cascata.

### Diffusione termica
L'arricchimento dell'uranio mediante diffusione termica (in inglese thermal diffusion) utilizza il trasferimento di calore attraverso un sottile velo di liquido o gas per ottenere la separazione isotopica. Il processo sfrutta il fatto che le molecole di gas 235U sono più leggere e diffonderanno verso la superficie calda, mentre le molecole più pesanti di gas 238U diffonderanno verso la superficie fredda. L'impianto S-50 del Progetto Manhattan, localizzato ad Oak Ridge, venne usato durante la Seconda guerra mondiale per preparare materiali che alimentavano il processo EMIS. Questa procedura venne abbandonata in favore della diffusione gassosa.

### Diffusione gassosa
La diffusione gassosa è una tecnologia usata per produrre uranio arricchito, costringendo l'esafluoruro di uranio gassoso (Hex) attraverso una serie di membrane. Questo produce una lieve separazione tra le molecole che contengono 235U e 238U. Durante la guerra fredda, la diffusione gassosa giocò un ruolo fondamentale come tecnica per l'arricchimento dell'uranio, anche se attualmente è stata completamente sostituita con nuovi metodi.

### Centrifuga a gas

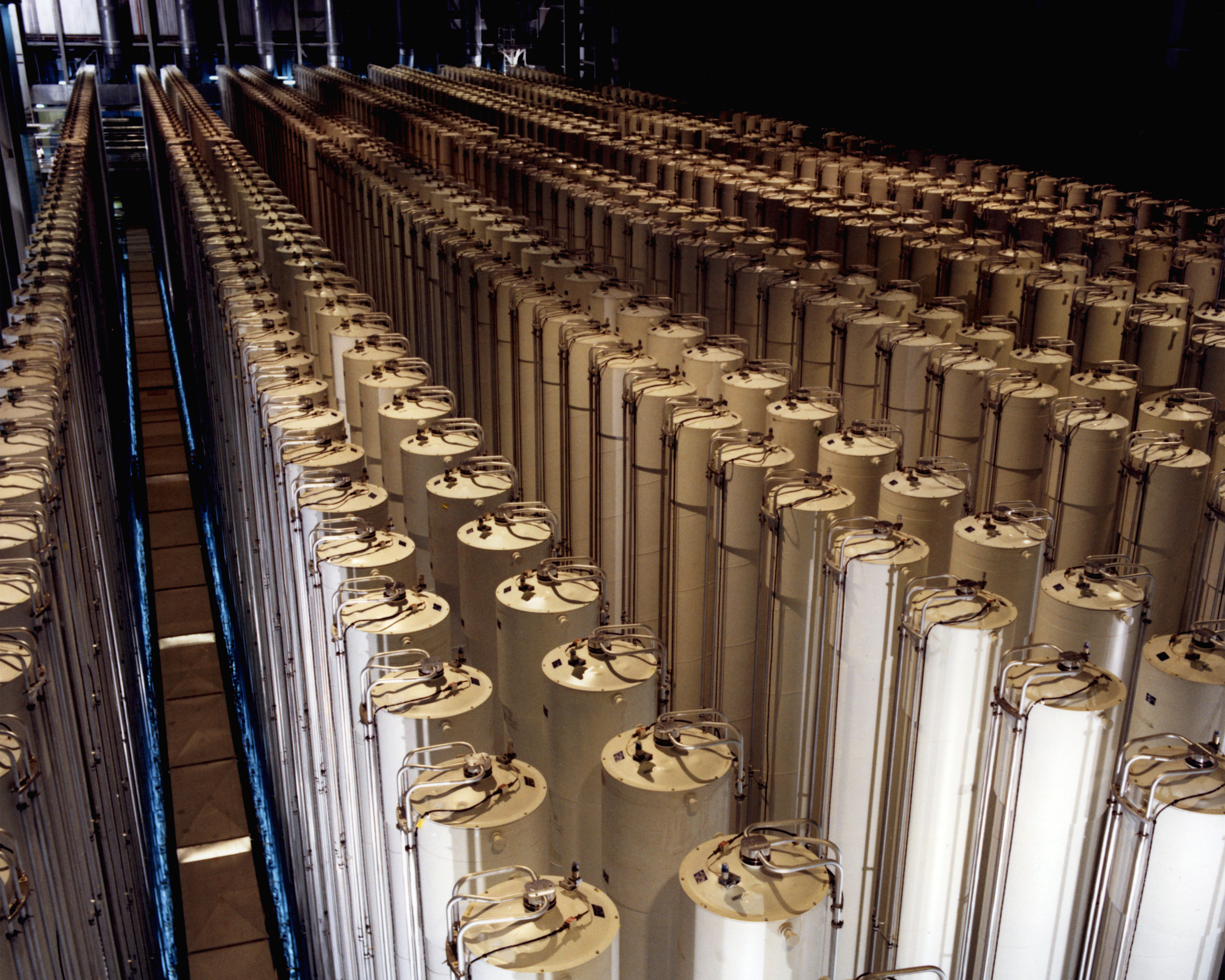
Cascata di centrifughe in un complesso di arricchimento statunitense

Il processo di arricchimento dell'uranio tramite centrifuga a gas utilizza un gran numero di cilindri rotanti in serie e formazioni parallele. Questa rotazione crea una forte accelerazione centrifuga in modo che le molecole di gas più pesanti, contenenti 238U si muovono verso l'esterno del cilindro e le molecole di gas più leggero, con maggiore concentrazione di 235U si raccolgono presso il centro. Per ottenere la stessa separazione isotopica si richiede molta meno energia rispetto al vecchio metodo della diffusione gassosa, in gran parte soppiantato.

### La centrifuga Zippe

Diagramma del principio di una centrifuga a gas di tipo Zippe con U-238 rappresentato in blu scuro e U-235 rappresentato in blu chiaro

La centrifuga Zippe rappresenta un miglioramento della classica centrifuga a gas e la differenza primaria consiste nel riscaldamento. Il fondo dei cilindri rotanti viene riscaldato, producendo correnti che provocano lo spostamento di 235U verso la parte superiore del cilindro, dove viene raccolto tramite delle palette. Questa centrifuga implementata viene commercialmente utilizzata dalla Urenco per produrre combustibile nucleare e fu utilizzata dal Pakistan nell'ambito del suo programma sulle armi nucleari. Il governo pakistano vendette la tecnologia Zippe alla Corea del nord e all'Iran consentendogli di sviluppare la loro industria nucleare.

### Processi aerodinamici

Diagramma schematico di un ugello aerodinamico. Una unità di arricchimento è formata da molte migliaia di queste piccole lamine.

I processi di arricchimento aerodinamico includono le tecniche "ugello Becker a getto", sviluppate da E.W. Becker e colleghi, e un processo di separazione che sfrutta l'utilizzo del tubo di Ranque-Hilsch. Questi processi di separazione aerodinamica dipendono dalla diffusione legata ai gradienti di pressione, come nel caso della centrifuga a gas. In effetti, i processi aerodinamici possono essere considerati come centrifughe non rotanti. L'aumento delle forze centrifughe viene raggiunto diluendo UF6 con idrogeno o elio come gas di trasporto che permette di ottenere una velocità di flusso molto superiore rispetto all'uso di esafluoruro di uranio puro. In Sudafrica la NECSA (Nuclear Enrichment Corporation of South Africa) sviluppò e impiegò l'Helikon vortex separation process basato sul tubo di Ranque-Hilsch e un impianto dimostrativo fu costruito in Brasile dalla NUCLEI, un consorzio diretto da "Industrias Nucleares do Brasil" che utilizzava il processo di separazione con ugello. Entrambi i metodi richiedono il consumo di molta energia e il recupero di calore dagli scarti; nessuno dei due viene attualmente utilizzato.

### Separazione isotopica elettromagnetica

Il diagramma schematico della separazione isotopica dell'uranio in un calutrone mostra come un forte campo magnetico viene utilizzato per indirizzare un fascio di ioni uranio su un bersaglio, con il risultato di ottenere un arricchimento in uranio-235 (in blu chiaro) sul margine più esterno del fascio

Il processo di separazione isotopica elettromagnetica (EMIS) consiste per prima cosa nel vaporizzare l'uranio metallico e quindi provocare una ionizzazione che produca ioni carichi positivamente. Questi vengono quindi accelerati e successivamente deflessi da campi magnetici sui loro rispettivi bersagli di collimazione. Uno spettrometro di massa su scala produttiva chiamato calutrone fu sviluppato durante la seconda guerra mondiale per produrre parte di 235U utilizzato per l'ordigno nucleare Little Boy, che fu sganciato su Hiroshima nel 1945. Propriamente il termine "Calutron" si applica a dispositivi multi stadio collocati in grandi ovali attorno a un potente elettromagnete. La separazione magnetica è stata ampiamente abbandonata in favore di metodi più efficienti.

### Processi laser
I processi laser sono una possibile tecnologia di terza generazione in grado di richiedere minore dispendio energetico, minori costi di investimento e di utilizzo, quindi significativi vantaggi economici.
L'AVLIS (Atomic Vapor Laser Isotope Separation) è un metodo che utilizza laser di opportuna frequenza per separare gli isotopi dell'uranio tramite la ionizzazione selettiva di transizioni iperfini. Il fascio laser è in grado di ionizzare solamente 235U. Gli ioni prodotti, carichi positivamente, vengono quindi attratti da un elettrodo carico negativamente e si accumulano.
Un secondo metodo di separazione laser è conosciuto come separazione isotopica laser molecolare (MLIS, Molecular Laser Isotope Separation). In questo metodo, un laser infrarosso viene diretto sull'esafluoruro di uranio gassoso, eccitando le molecole che contengono l'isotopo 235U. Un secondo laser libera un atomo di fluoro, producendo pentafluoruro di uranio che precipita separandosi dalla fase gassosa.
Un metodo molecolare australiano chiamato SILEX (Separation of Isotopes by Laser EXcitation) e che utilizza UF6 è apparentemente completamente differente da qualunque altro metodo finora utilizzato, secondo la Silex Systems Ltd che lo ha sviluppato. I dettagli riguardanti il processo attualmente non sono ancora noti. Dopo un lungo periodo di sviluppo da parte della U.S. enrichment company USEC che acquistò e quindi cedette i diritti commerciali della tecnologia, la General Electric firmò un accordo commerciale con la Silex Systems nel 2006.
Nessuno di questi processi è ancora pronto per l'utilizzo commerciale, sebbene il SILEX abbia raggiunto un buon livello di avanzamento.

### Metodi chimici
Un processo chimico si è dimostrato utile in un impianto pilota, ma non viene attualmente utilizzato. Il processo CHEMEX francese sfruttava una differenza molto piccola nella propensione dei due isotopi a modificare il loro stato di valenza in reazioni di ossidoriduzione, utilizzando fasi acquose e organiche immiscibili.
Un processo di scambio ionico fu sviluppato dalla Asahi Chemical Company in Giappone applicando principi chimici simili, ma effettuava la separazione utilizzando una resina a scambio ionico.

### Separazione al plasma
I processi di separazione al plasma (PSP) sono una tecnica potenzialmente più efficiente di arricchimento dell'uranio e fanno uso di magneti superconduttori e di plasma. Viene sfruttato il principio della risonanza ionica di ciclotrone per fornire energia selettivamente all'isotopo 235U in un plasma contenente una miscela di ioni. In Francia fu sviluppata una versione di separazione al plasma chiamata RCI (Résonance Cyclotron Ionique). I fondi per la RCI furono drasticamente ridotti nel 1986, e il programma venne sospeso all'incirca nel 1990, sebbene la RCI sia ancora utilizzata per la separazione degli isotopi stabili.

## Unità di lavoro separativo
L'unità di lavoro separativo (ULS o SWU dall'inglese Separation work unit) è una unità di misura complessa che risulta funzione della quantità di uranio trattata e del suo grado di arricchimento, e in quanto tale rappresenta l'estensione dell'aumento di concentrazione dell'isotopo 235U relativo al resto dell'uranio.
Il lavoro separativo viene espresso in ULS, kg LS (o SW), o in kg UTA (dal tedesco Urantrennarbeit, lavoro separativo dell'uranio). Si ha quindi:
- 1 ULS = 1 kg LS = 1 kg UTA
- 1 kULS = 1 tLS = 1 t UTA
- 1 MULS = 1 ktLS = 1 kt UTA

Più specificamente, l'unità di lavoro separativo espressa in chilogrammi corrisponde alla quantità di lavoro necessario all'arricchimento ed è perciò indicativa dell'energia spesa quando le quantità di materiale di alimentazione, degli scarti e del prodotto finale sono espresse in chilogrammi. Il lavoro {\displaystyle W_{\mathrm {ULS} }} necessario per separare una massa {\displaystyle F} di materiale di alimentazione con concentrazione {\displaystyle x_{f}} in una massa {\displaystyle P} di prodotto a concentrazione {\displaystyle x_{p}}, e scarti di massa {\displaystyle T} e concentrazione {\displaystyle x_{t}} è espresso in termini di unità di lavoro separativi necessarie, ricavate dall'espressione
{\displaystyle W_{\mathrm {ULS} }=P\cdot V\left(x_{p}\right)+T\cdot V(x_{t})-F\cdot V(x_{f})}
dove {\displaystyle V\left(x\right)} è la funzione valore, definita come
{\displaystyle V(x)=(1-2x)\cdot \ln \left({\frac {1-x}{x}}\right)}
Il rapporto materiale da trattare/prodotto finale è dato dall'espressione
{\displaystyle {\frac {F}{P}}={\frac {x_{p}-x_{t}}{x_{f}-x_{t}}}}
mentre il rapporto scarti/prodotto è dato dall'espressione
{\displaystyle {\frac {T}{P}}={\frac {x_{p}-x_{f}}{x_{f}-x_{t}}}}
Per esempio, partendo da 100 chilogrammi di uranio naturale, necessitano circa 60 ULS per produrre 10 chilogrammi di uranio a basso arricchimento con contenuto in 235U del 4,5%, con scarti allo 0,3%.
Il numero di unità di lavoro separativo prodotto dai processi di arricchimento è direttamente correlato all'ammontare di energia che gli stessi processi consumano. I moderni impianti a diffusione gassosa richiedono tipicamente da 2.400 a 2.500 chilowattora (da 8.600 a 9.000 MJ) di elettricità per ULS mentre gli impianti a centrifuga a gas richiedono appena da 50 a 60 chilowattora (da 180 a 220 MJ) di elettricità per ULS.
Esempio:
Una grande centrale nucleare con una capacità elettrica netta di 1.300 MW richiede annualmente circa 25.000 kg di LEU con una concentrazione di 235U del 3,75%. Questa quantità di uranio viene prodotta a partire da circa 210.000 kg di uranio naturale utilizzando circa 120.000 ULS. Un impianto di arricchimento con una capacità di 1000 kULS/anno è perciò in grado di produrre l'uranio arricchito necessario all'alimentazione di circa otto grandi impianti nucleari.
Costi
Oltre alle unità di lavoro separativo fornite dai processi di arricchimento, l'altro parametro importante che deve essere considerato è la massa di uranio naturale necessaria per produrre la massa desiderata di uranio arricchito. Così come per il numero di ULS, la quantità di materiale di alimentazione richiesto dipenderà anche dal livello di arricchimento desiderato e dalla quantità di 235U presente alla fine nell'uranio impoverito. Però, diversamente dal numero di ULS richiesto durante l'arricchimento che aumenta al diminuire dei livelli di 235U nella fase impoverita, la quantità necessaria di uranio arricchito diminuirà al diminuire dell'235U presente alla fine nell'uranio impoverito.
Per esempio, nell'arricchimento per la produzione di LEU da utilizzare in un reattore ad acqua leggera tipicamente la fase arricchita contiene il 3,6% di 235U (a confronto l'uranio naturale ne contiene lo 0,7%) mentre la fase impoverita contiene dallo 0,2% allo 0,3% di 235U. Per produrre 1 kg di questo LEU sarebbero richiesti approssimativamente 8 kg di NU e 4,5 ULS se l'uranio impoverito contiene lo 0,3% di 235U. D'altra parte, se la fase impoverita possiede solamente lo 0,2% di 235U, allora sarebbero richiesti appena 6,7 kg di NU, ma pressappoco 5,7 ULS di arricchimento. In quanto l'ammontare di uranio naturale richiesto e il numero di ULS necessario durante l'arricchimento cambiano in modo opposto, se l'uranio naturale è a basso prezzo e i processi di arricchimento sono relativamente più costosi, quindi gli operatori tipicamente sceglieranno di lasciare più 235U nell'uranio impoverito mentre se l'uranio naturale è relativamente più costoso rispetto all'arricchimento, si opterà per la scelta opposta.
Il WISE Uranium Project ha ideato un calcolatore per l'arricchimento dell'uranio utilizzabile on line qui.

## Impoverimento
L'impoverimento è l'altra faccia della medaglia del processo di arricchimento: poiché l'uranio raffinato (yellowcake) contiene solo lo 0,7% di 235U, è necessaria una grande quantità di yellowcake da cui estrarre il poco 235U presente, fino a raggiungere la quota di arricchimento necessario. L'uranio da cui viene tolto l'235U è detto uranio impoverito, che è dunque uno scarto del processo di arricchimento e non un prodotto voluto. In grandissima parte l'uranio impoverito è costituito da 238U.
L'uranio altamente arricchito utilizzato come materia prima può contenere isotopi indesiderati come l'234U, un isotopo minore dell'uranio naturale; durante il processo di arricchimento, la sua concentrazione aumenta ma resta abbastanza al di sotto dell'1%. Alte concentrazioni di 236U sono un sottoprodotto dell'irradiazione in un reattore e possono essere contenute nell'HEU, in relazione al modo in cui è stato prodotto. L'HEU rilavorato proveniente da reattori per la produzione di materiale destinato ad armi nucleari (con una concentrazione di 235U approssimativamente del 50%) può contenere concentrazioni elevate di 236U che possono raggiungere il 25%, ottenendo alla fine approssimativamente una concentrazione dell'1,5% nel LEU ottenuto dall'impoverimento. 236U è un veleno di neutroni, ovvero una sostanza che presenta elevato assorbimento indesiderato di neutroni; quindi occorre aumentare la concentrazione di 235U nel LEU prodotto in modo da compensare la presenza di 236U.
Le miscela di NU o DU può essere utilizzata per diluire i sottoprodotti indesiderati che possono essere contenuti nell'HEU di alimentazione. In relazione alla qualità della materia prima utilizzata, a tale scopo può essere utilizzato anche SEU a concentrazioni tipiche dell'1,5% di 235U. Le concentrazioni degli isotopi indesiderati presenti nel LEU prodotto in alcuni casi possono essere superiori a quelle prescritte dalle specifiche ASTM riguardanti il combustibile nucleare, qualora venga utilizzato NU o DU. Perciò, l'impoverimento dell'HEU generalmente non può contribuire al problema della gestione dei rifiuti posto dall'esistenza di grandi depositi di uranio impoverito.
Il programma bilaterale Megatons to Megawatts si prefigge di convertire l'HEU stoccato dall'Unione Sovietica in ordigni bellici per alimentare alcune centrali nucleari negli Stati Uniti. Dal 1995 fino a metà del 2005, 250 tonnellate di uranio altamente arricchito (circa equivalenti a 10.000 testate) furono riciclate in uranio a basso arricchimento. La meta da raggiungere entro il 2013 è fissata in 500 tonnellate.